# Gackt
Гакуто Осиро (яп. 大城 ガクト осиро гакуто, 4 июля 1973, Окинава) — японский музыкант и актёр, мультиинструменталист: может играть на фортепиано, ударных, скрипке, трубе, тромбоне, электрогитаре, бас-гитаре, а также традиционных японских музыкальных инструментах. Более известен под сценическим псевдонимом GACKT. Бывший участник музыкальных групп Cains: feel, Malice Mizer и Yellow Fried Chickenz, с 1999 года начал сольную карьеру.
Известность как киноактёр Гакт получил после исполнения песни Journey through the Decade. Это была вступительная заставка к 10-му сезону сериала Kamen Rider. В фильме этого сезона и в клипе к его главной песне Гакт засветился в роли Камена Райдера Райдермана. В 2011 году снялся в американском фильме Бунраку в одной из ведущих ролей.

## Биография

### Юность
Гакт Камуи родился 4 июля 1973 года. Долгое время он скрывал свой год рождения, шутя, что родился в 1540 году, но в 2009 году он официально объявил свою настоящую дату рождения. Причиной этой таинственности является тот факт, что Гакт не любит, когда к человеку относятся предвзято из-за возраста.
Гакт родился на Окинаве, Япония, в семье с очень строгими нравами. В детстве и юности его жизнь подвергалась жёсткому контролю со стороны родителей. В своей автобиографии он говорит, что когда ему было 7 лет, он едва не утонул. После этого Гакт начал видеть вокруг себя призраков. Родители, испуганные его рассказами о них, поместили мальчика в лечебницу.
С трёх лет Гакта учили игре на фортепиано, но уже к 7 годам он потерял интерес к занятиям. К 11 ему удалось бросить уроки, уговорив родителей разрешить ему прекратить занятия, однако, придя однажды в гости к школьному другу, он вдруг узнал, что тот тоже играет на фортепиано с 3 лет, причем делает это намного лучше его самого. Гакт воспринял это как вызов и решил во что бы то ни стало превзойти своего товарища. Он начал усиленно заниматься, потому, что «не желал проигрывать». Точно так же он выучился игре на духовых (его отец хорошо играл на трубе) и ударных инструментах (на них играл его друг). Однако со временем от духовых инструментов Камуи пришлось отказаться, так как у него возникли проблемы с зубами.
Когда Гакту исполнилось 17, его мать сказала, что жалеет о том, что позволила ему учиться играть на фортепиано. Эти слова шокировали Гакта, который начал играть по принуждению родителей-музыкантов. Но, получив некоторую свободу, он смог переключить свои интересы с классической на рок-музыку и стал осваивать новые музыкальные инструменты.
Гакт владеет японским, английским, французским, китайским и корейским языками.

### Начало карьеры
Музыкальную карьеру Гакт начал работником по обслуживанию ударных в звукозаписывающей студии и тогда же играл на ударных в гаражной группе. Примерно в 19 лет он познакомился с Рэном и Ю, они стали играть вместе в группе под названием Cains:Feel. Однако вскоре группа распалась.

### Работа с Malice Mizer
Широкой аудитории Гакт стал известен после того, как был принят вокалистом в японскую вижуал-кэй арт-рок группу Malice Mizer в октябре 1995. С его приходом в музыке группы появились романтические мотивы. В этот период Malice Mizer достигла пика своей популярности, выпустив самые известные свои альбомы (Voyage ~sans retour~ и Merveilles) и многочисленные синглы.
Гакт покинул группу в 1998, по окончании тура Merveilles. Причиной ухода он называл различные финансовые и личные проблемы. В своей автобиографии он пишет, что на самом деле ему предложили уйти остальные члены Malice Mizer, хотя он хотел продолжать работу с ними. С уходом из Мalice Mizer Гакт полностью меняет имидж: минимум косметики и минимум готики. Однако всё-таки очень многое он берёт из опыта работы в этой группе. Его шоу можно разделить на две основные части: «театральная» и «общая». В первой части обязательно присутствуют костюмы и спецэффекты, каждая песня исполняется как отдельная история, составляющая часть одного спектакля. Вторая часть — попроще и в плане костюмов, которые больше похожи на повседневную одежду, и в плане спецэффектов — эмоциональная составляющая песни передается преимущественно за счёт системы освещения.

### Сольная карьера
После ухода из Malice Mizer Гакт начал сольную карьеру, собрав вокруг себя команду под названием GACKTJOB.
Состав участников проекта GACKTJOB (исполнители выбрали себе псевдонимы, записываемые латинскими буквами):
- YOU (YOU Kurosaki) (Ю) — скрипка, гитара
- Chachamaru (Юкихиро Фудзимура） — гитара/аранжировки)
- Chirolyn (Хироси Ватанабэ) — бас-гитара (играл у hide (X-Japan) в его сольном проекте «hide with Spread Beaver»)
- Jun-ji (Дзюндзи Сакума) (Дзюн-дзи) — ударные
- KAZUYA (Кадзуя Ёсино) — балетмейстер танцовщик
- TAYA (Тая Кодо) — балетмейстер танцовщик
- YOSH (Ёси) — балетмейстер танцовщик

Покинувшие проект участники:
- Ju-ken' (Дзю-кэн) — бас-гитара (сессионный музыкант VAMPS, имеет свой сольный проект)
- Ryu (Рюити Нисида) — ударные
- Toshi (Тосиюки Сугино) — ударные
- Ren' (Рэн) — бас-гитара
- Masa (Маса) — гитара
- Igao (Дзюнъити Игараси) — клавишные

бывшие члены
- Minami (барабаны)
- Nell (бас-гитары)

Сольная карьера Гакта оказалась успешной, поэтому у него появился официальный клуб фанатов — «Dears». В Японии его диски, свыше 35 синглов и 8 альбомов, разошлись общим тиражом более чем 10 миллионов копий. Работы Гакта также продаются в Азии (Корее, Тайване, Гонконге и других азиатских регионах), Европе и Америке. В своей музыке Гакт соединяет различные жанры и направления: рок, панк, рэп, классическую и поп-музыку, экспериментируя и постоянно стремясь к развитию, сопровождая каждое своё выступление серьёзными театрально-хореографическими постановками, в которых сочетает традиционные японские элементы с европейскими. Является одним из самых активных благотворителей Японии.
В 2003 вышел фильм Moon Child, снятый по его сценарию, главные роли исполнили HYDE (вокалист группы L’Arc-en-Ciel и VAMPS) и тайваньский музыкант, певец и актёр Александер Ли-Хом Ванг (англ. Alexander Lee-Hom Wang, а также сам Гакт. Вдобавок к фильму он написал книгу Moonchild: Requiem (Реквием) (MOON CHILD 鎮魂歌【レクイエム】篇). Помимо этой книги он издал автобиографию «Дзихаку» (яп. 自白). Гакт часто снимается в рекламе, посещает телевизионные и радиошоу, он выпускает собственную линию одежды, солнцезащитных очков и серебряных украшений.
Актёрская карьера Гакта включает дорамы и фильмы:
- 2012 — дорама «Кошмарочка»
- 2011 — дорама «Буря»
- 2010 — фильм «Бунраку»
- 2009 — 2-й эпизод дорамы «Мистер Мозг»
- 2007 — дорама «Знамёна самураев»
- 2003 — фильм «Все райдеры против Дай Шокера» (камео)
- 2003 — фильм «Moon Child»
- 1997 — фильм «Bel Air»

В видеоигре Bujingai (Будзингай) для PlayStation 2 Гакт стал прототипом и голосом главного персонажа Лау Вонга, в Crisis Core: Final Fantasy VII (предыстории оригинальной Final Fantasy VII) — один из основных сюжетных персонажей, в Final Fantasy VII: Dirge of Cerberus — один из персонажей.
Его песни стали саундтреками многих аниме: Shin Hokuto no Ken, Texhnolyze, Gundam Z: A New Translation. Кроме того, он озвучивал Сэйдзи, персонажа аниме Shin Hokuto no Ken (Син Хокуто но Кэн).

### Оцифрованный голос
Голос Гакта был использован для создания одного из исполнителей в программе Vocaloid — Гакупо Камуи (яп. 神威がくぽ Kamui Gakupo, Gackpoid), который иногда используется в качестве фонового голоса в песнях Гакта.

## Дискография
Дискография сольной карьеры, японские названия дублированы на русском по системе Поливанова.

### Синглы

#### 1999
- (1999.07.09) Mizérable
- (1999.08.11) Vanilla
- (1999.11.03) Remix of Gackt

#### 2000
- (2000.02.09) Mirror
- (2000.02.16) OASIS
- (2000.03.08) 鶺鴒〜seki-ray〜  [Сэкирэй 〜seki-ray〜]
- (2000.08.30) 再会〜story〜  [Сайкай 〜story〜]
- (2000.11.16) Secret Garden

#### 2001
- (2001.03.14) 君のためにできること  [Кими но тамэ ни дэкиру кото]
- (2001.09.05) ANOTHER WORLD
- (2001.12.16) 12月のLove song  [Дзю: нигацу но Love Song] —первый релиз сингла

#### 2002
- (2002.03.20) Vanilla — повторный выпуск, включает видеоклип
- (2002.04.24) 忘れないから  [Васурэнай кара]
- (2002.11.27) 12月のLove song — включает в себя английскую версию песни под названием December Love

#### 2003
- (2003.03.19) 君が追いかけた夢  [Кими га ойкакэта юмэ]
- (2003.06.11) 月の詩  [Цуки но Ута]
- (2003.06.25) Lu: na/OASIS
- (2003.11.12) Last Song
- (2003.12.03) 12月のLove song — включает в себя китайскую версию песни

#### 2004
- (2004.10.27) 君に逢いたくて  [Кими ни айтакутэ]
- (2004.12.08) 12月のLove song — включает в себя корейскую версию песни

#### 2005
- (2005.01.26) ありったけの愛で  [Ариттакэ но ай дэ]
- (2005.04.27) BLACK STONE
- (2005.05.25) Metamorphoze～メタモルフォーゼ～
- (2005.08.10) 届カナイ愛ト知ッテイタノニ抑エキレズニ愛シ続ケタ･･･  [Тодоканай ай то ситтэита но ни осаэкирэдзу ни айси цудзукэта…]

#### 2006
- (2006.01.25) Redemption
- (2006.03.01) Love Letter/Dybbuk

#### 2007
- (2007.02.07) 野に咲く花のように [Но ни Саку Хана но Ё:ни]
- (2007.06.20) Returner～闇の終焉～ [Returner～Ями но Сюэн～]

#### 2008
- (2008.11.26) Jesus [Иисус]

#### 2009
- (2009.01.28) GHOST [Призрак]
- (2009.03.25) Journey through the Decade
- (2009.06.07) Koakuma Heaven [Рай дьяволёнка]
- (2009.06.17) Faraway
- (2009.06.24) Lost Angels
- (2009.07.01) Flower
- (2009.08.12) The Next Decade
- (2009.12.09) 雪月花-The end of silence-/斬 ~ZAN~

#### 2010
- (2010.01.01) Stay The Ride Alive
- (2010.07.28) Ever

#### 2011
- (2011.13.07) Episode.0
- (2011.30.11) Graffiti

#### 2012
- (2012.22.02) Until the last day
- (2012.10.10) Hakuro
- (2012.19.12) White Lovers ~Shiawase na Toki~

#### 2014
- (2014.02.11) P.S. I LOVE U

### Альбомы
- (1999.05.12) Mizérable
- (2000.04.26) MARS
- (2001.04.25) Rebirth
- (2002.06.19) MOON
- (2003.12.03) Crescent
- (2004.02.25) THE SIXTH DAY 〜SINGLE COLLECTION〜
- (2004.05.26) THE SEVENTH NIGHT 〜UNPLUGGED〜
- (2005.02.14) Love Letter
- (2005.06.13) Love Letter for Korean Dears — на корейском языке
- (2005.09.21) Diabolos
- (2007.12.19) 0079-0088
- (2009.12.02) RE:BORN
- (2010.06.23) Are You «FRIED CHICKENz»?
- (2010.07.21) THE ELEVENTH DAY ～SINGLE COLLECTION～
- (2011.04.20) ATTACK OF THE «YELLOW FRIED CHICKENz» IN EUROPE 2010
- (2016.04.27) Last Moon

### VHS
- (1999.06.30) Mizérable Single Box
- (1999.12.08) Video Vanilla
- (2000.06.18) Video Mirror.OASIS
- (2000.10.04) MARS 空からの訪問者 〜回想〜 [MARS сора кара но хо: монся ~кайсо:~ ]
- (2000.11.27) MARS 空からの訪問者 〜回想〜 [MARS сора кара но хо: монся ~кайсо:~ ] (специальный выпуск Lawson, включающий в себя «закулисные» съёмки)
- (2000.12.16) PLATINUM BOX 〜Ⅰ〜
- (2001.06.21) 再生と終焉 [сайсэй то сю: эн] (видеоклипы и записи с их съёмок: Secret Garden и 君のためにできること [кими но тамэ ни дэкиру кото])
- (2001.09.28) Requiem et Réminiscence〜終焉と静寂〜 [Requiem et Réminiscence ~сю: эн то сэйдзяку~]
- (2001.10.24) Requiem et Réminiscence〜終焉と静寂〜 [Requiem et Réminiscence ~сю: эн то сэйдзяку~] (специальный выпуск Lawson, включающий в себя «закулисные» съёмки)
- seven (2001) — seven (2001) — эксклюзивный материал, распространявшийся только для членов официального фан-клуба
- (2002.11.27) 微風 [соёкадзэ] (видеоклипы и записи с их съёмок: ANOTHER WORLD и 12月のLove song [дзю: нигацу но Love song] + короткометражный фильм Life)
- 心海 [синкай] 2002.6.6〜7.10 LIVE TOUR DOCUMENTS
- (2003.03.19) Gackt Live Tour 2002 下弦の月〜聖夜の調〜 [кагэн но цуки ~сэйя но сирабэ~]
- (2003.08.06) 月光 [гэкко:] (видеоклипы и записи с их съёмок: 君が追いかけた夢 [кими га ойкакэта юмэ] и 月の詩 [цуки но ута])
- (2003.09.18) Gackt Live Tour 2003 上弦の月〜最終章〜 [дзё: гэн но цуки ~сайсю: сё:~]
- (2004.09.15) Gackt Live Tour 2004 THE SIXTH DAY & SEVENTH NIGHT 〜FINAL〜

### DVD
- (2000.11.20) MARS 空からの訪問者〜回想〜 特別編 [MARS сора кара но хо: монся ~кайсо:~ токубэцухэн]
- (2001.11.30) Requiem et Réminiscence〜終焉と静寂〜 特別編 [Requiem et Réminiscence ~сю: эн то сэйдзяку~ токубэцухэн]
- (2001.12.21) PLATINUM BOX 〜Ⅱ〜 (видеоклипы: Mizérable, Vanilla, Mirror, OASIS, 鶺鴒〜seki-ray〜[сэкирэй〜seki-ray〜], 再会 〜Story〜[сайкай〜Story〜], Secret Garden, и 君のためにできること[кими но тамэ ни дэкиру кото] + специальное интервью Recollections)
- (2002.12.21) PLATINUM BOX 〜Ⅲ〜 (видеоклипы: ANOTHER WORLD, 12月のLove song [дзю: нигацу но Love song], и 忘れないから [васурэнай кара], + вырезки из концерта в Пекине)
- (2003.03.19) Gackt Live Tour 2002 下弦の月 〜聖夜の調〜 [кагэн но цуки ~сэйя но сирабэ~]
- (2003.08.06) 月光 [гэкко:] (видеоклипы и записи с их съёмок: 君が追いかけた夢 [кими га ойкакэта юмэ] и 月の詩 [цуки но ута], видео о путешествии с фан-клубом на Гавайи)
- (2003.09.18) Gackt Live Tour 2003 上弦の月 〜最終章〜 [дзё: гэн но цуки ~сайсю: сё:~]
- (2003.12.16) PLATINUM BOX 〜Ⅳ〜 (специальное видео со съёмок в Лос-Анджелесе: фотосессии официального календаря 2004, фотоальбома Crescent, видео с презентации китайской версии 12月のLove song [дзю: нигацу но Love song], интервью
- (2004.09.15) Gackt Live Tour 2004 THE SIXTH DAY & SEVENTH NIGHT 〜FINAL〜
- (2004.12.14) PLATINUM BOX 〜Ⅴ〜
- (2005.12.05) PLATINUM BOX 〜Ⅵ〜 (видеоклипы: Last Song, 君に逢いたくて[кими ни айтакутэ] , ありったけの愛で [ариттакэ но ай дэ], BLACK STONE , записи с их съёмок + отрывок с закрытого концерта «Valentine Special Event in Venusfort»)
- (2006.03.29) Gackt Live Tour 2005 DIABOLOS ~哀婉の詩と聖夜の涙~ [Gackt Live Tour 2005 DIABOLOS ~ айэн но си то сэйя но намида~]
- (2006.08.23) Greatest Filmography 1999—2006 -Red-
- (2006.08.23) Greatest Filmography 1999—2006 -Blue-
- (2004.05.18) MOON CHILD (художественный фильм с участием Гакта) — версия, выпущенная в США
- (2004.09.25) MOON CHILD (художественный фильм с участием Гакта) — версия, выпущенная в Японии
- (2004.05.28) 新・北斗の拳 [син хокуто но кэн] OVA 3 (анимационный фильм, Гакт озвучивает персонаж Сэйдзи, в заставках фильма звучат песни Lu: na и OASIS)
- (2003.10.23) 新・北斗の拳 [син хокуто но кэн] OVA 2 (анимационный фильм, Гакт озвучивает персонаж Сэйдзи, в заставках фильма звучат песни Lu: na и OASIS)
- (2003.07.24) 新・北斗の拳 [син хокуто но кэн] OVA 1 (анимационный фильм, Гакт озвучивает персонаж Сэйдзи, в заставках фильма звучат песни Lu: na и OASIS)

### Игры
- (2006.01.21) DIRGE of CERBERUS -FINAL FANTASY VII- для PlayStation 2
- (2004.07.25) 武刃街 [будзингай] для PlayStation 2 — версия, выпущенная в США
- (2003.12.25) 武刃街 [будзингай] для PlayStation 2 — версия, выпущенная в Японии

## Фильмография
| Год  |   | Русское название                 | Оригинальное название       | Роль      |
| ---- | - | -------------------------------- | --------------------------- | --------- |
| 2003 | ф | Дитя Луны                        | The Moon Child              | Сё        |
| 2003 | с | Кулак Полярной звезды: новая эра | New Fist of the North Star  | Сейдзи    |
| 2010 | ф | Бунраку                          | Bunraku                     | Ёси       |
| 2011 | с |                                  | Supernatural: The Animation | Энди      |
| 2012 | с | Akumu-chan                       | Такаси Сики/Юмеодзи         |           |
| 2019 | ф |                                  | Tonde Saitama               | Рэй Асами |

### Официальные сайты
- Gackt ~Dears~ Official Website  (яп.)
- Gackt Official Twitter
- Nippon Crown Records Архивная копия от 14 мая 2006 на Wayback Machine (яп.)
- личный сайт YOU (яп.)
- Ju-ken The Bass (личный сайт Ju-ken) (яп.)
- H-DARTS (яп.)
- ryu-dragon(личный сайт Ryu) (яп.)
- spikyspiky.com (сайт группы(п)Masa) (яп.)